# Henri Joseph Hogard
Pour les articles homonymes, voir Hogard.
Henri Joseph Hogard, né à Charmes (Vosges) le 14 mai 1776 et mort à Épinal (Vosges) le 3 septembre 1837, est un arpenteur forestier, géomètre et dessinateur français.

## Biographie
Henri Joseph Hogard est le fils de François Henri Hogard, huissier au bailliage et de Catherine Marcot.
Il est marié à Béatrix Anne Charlotte Colin (1780-1837). Il est par conséquent l'oncle de Charles Pensée, qui est le neveu de sa femme. Henri Joseph Hogard enseigne à Charles Pensée les mathématiques, la géométrie et le dessin.
En 1792, il s'engage comme volontaire dans l'armée révolutionnaire française. Il est à nouveau incorporé quand vient l'âge de la conscription. Il est alors attaché au général Vandamme à titre de secrétaire dessinateur, puis comme ingénieur-géographe.
Revenu dans sa famille, il devient arpenteur forestier et géomètre à Épinal. Il rédige avec son fils, Henri-Charles Hogard, un Manuel supplémentaire d'arpentage en 1836 et invente en 1822 le limbomètre, appareil résolvant graphiquement tous les problèmes qui dépendent des triangles rectangles. Cet appareil est fabriqué par Esteveny à Paris.
Christophe Doublat, propriétaire du parc du château d’Épinal, fait appel à Henri Joseph Hogard pour aménager son domaine et créer un jardin à l'anglaise. 

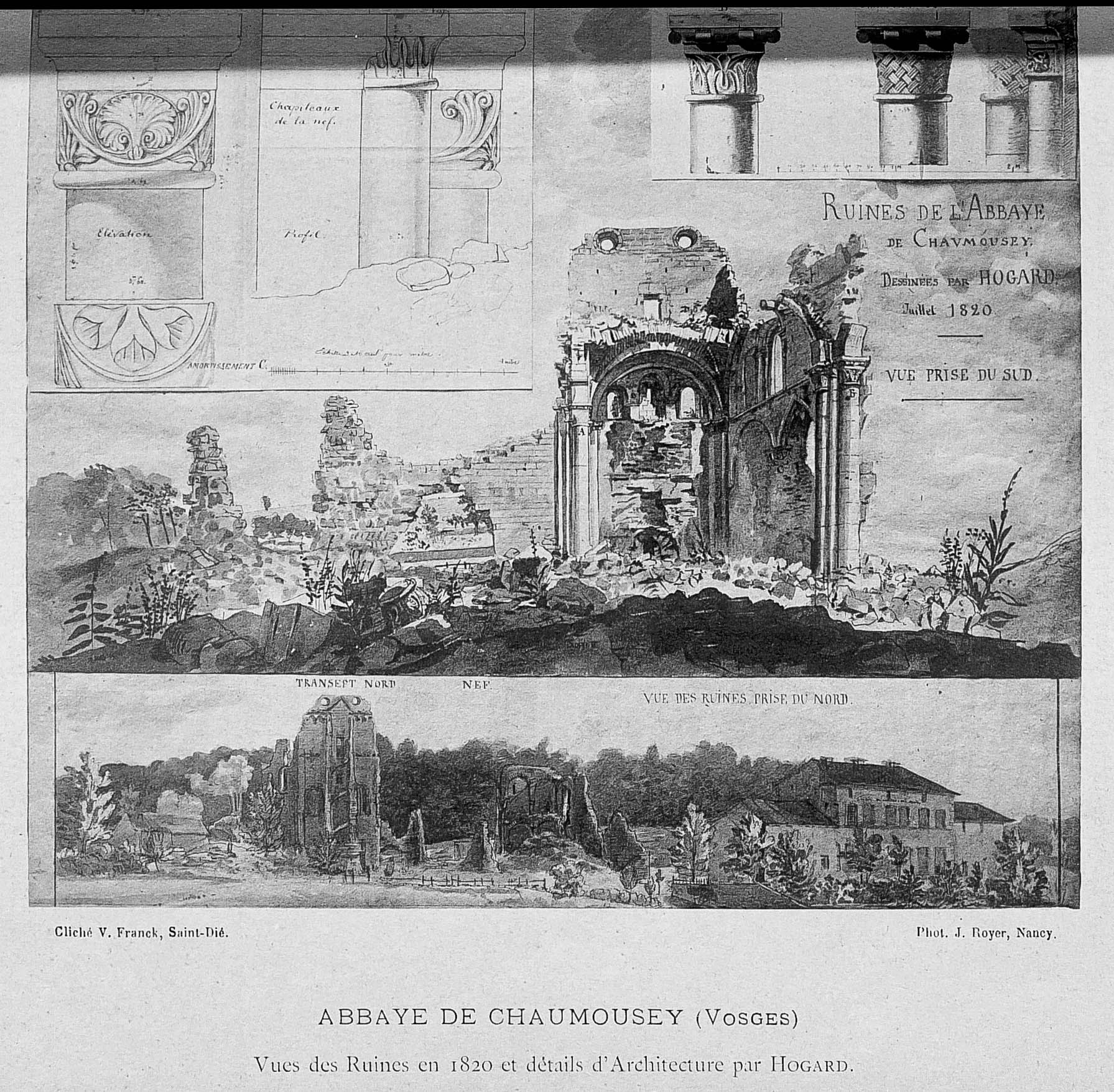
Ruines de l'abbaye de Chaumousey en 1820.

En 1820, il devient membre de la Commission des antiquités du département des Vosges, qui devient en 1825 la Société d'émulation du département des Vosges. A ce titre et grâce à ses talents de dessinateur, Henri Joseph Hogard va relever les plans et dessiner un grand nombre de monuments anciens des Vosges, dont certains ont disparu. C'est ainsi qu'en 1820 il relève les plans et les ruines de l'abbaye de Chaumousey. Cette œuvre lui vaut les félicitations du ministre de l'Intérieur. Au cours de l'année suivante, il visite l'église de Champ-le-Duc et en rapporte des croquis détaillés. Plus tard, il dessine un tombeau gallo-romain exhumé à Damas-aux-Bois par son collègue Parisot. Le 8 octobre 1823, la Commission des antiquités le charge de traiter avec Colombier, maire d'Autrey et propriétaire d'une tréfilerie installée dans l'église de l'ancienne abbaye voisine du village, en vue de récupérer les vitraux du XVIe siècle de ce monument pour les déposer au musée d'Épinal.
Henri Joseph Hogard figure parmi les notables d'Épinal : il est membre du conseil municipal et de la loge maçonnique « La Parfaite Union », dont il est vénérable de 1819 à 1827.

## Hommage
La ville d'Épinal lui a donné une rue.

## Ses œuvres
- Département des Vosges. Carte d'une portion de l'Arrondissement de Mirecourt sur laquelle se trouvent des Vestiges d'une route Romaine AB-KL, selon qu'il est détaillé dans le rapport fait le 27 juin 1821 à la Commission de la recherche des Antiquités du Département des Vosges par le soussigné géomètre à Epinal et membre de cette Commission. Echelle dans le rapport de 1 à 50. 000, Signée Hogard. Pr. copie conforme, le secrétaire de la Commission, Parisot. Épinal, 1821. Consulter en ligne
- Plans des quatre usines de M. le Baron Falatieu, situées sur les Communes de Bains et de Fontenoy-le-Château, 1829. Pièces annexées à la demande du propriétaire pour la maintenue de ses usines. Archives Nationales F/14/4499
- 2 lavis de sépia (1828) et deux plans du château d’Épinal (1834), dans l'album de dessins du parc du château d’Épinal, conservé à la bibliothèque multimédia intercommunale d’Épinal. Consulter en ligne
- Manuel supplémentaire d'arpentage... par MM. Hogard,... et Henri Hogard,..., Paris, Roret, 1836